# Hector Goemans
Hector Goemans (Leuven, 10 oktober 1915 - Girona, 3 augustus 1984) was een Belgisch arts en politicus voor achtereenvolgens de Vlaamse Concentratie, de CVV, de Volksunie en ten slotte het Vlaams Blok.

## Levensloop
Goemans was de zoon van VNV-senator Lodewijk Goemans. In 1940 promoveerde hij tot doctor in de geneeskunde aan de Katholieke Universiteit Leuven. Als student was hij aangetrokken tot het Verdinaso en nam hij deel aan de acties ondernomen door Flor Grammens. Tijdens de Tweede Wereldoorlog werd hij arts voor de Vlaamse arbeiders die voor de Organization Todt werkten in Duitsland en in Frankrijk. Na de oorlog zat hij ten tijde van de Repressie vijftien maanden in de gevangenis. Hij vestigde zich vervolgens als huisarts in Berchem.
Hij werd actief in de Vlaamse Concentratie en nadien in de Christelijke Vlaamse Volksunie en de Volksunie. Hij werd ook actief in de Vlaamse Militanten Orde (VMO) en was lid van de adviesraad van deze organisatie. Hij nam deel aan acties in de Voerstreek en tijdens de mijnstakingen in Zwartberg. Van 1961 tot 1964 was hij arrondissementeel voorzitter van de Volksunie-afdeling van arrondissement Antwerpen en van 1964 tot 1982 was hij gemeenteraadslid van Berchem.
Voor de Volksunie zetelde hij van 1965 tot 1977 voor het kiesarrondissement Antwerpen in de Kamer van volksvertegenwoordigers. Vervolgens zetelde hij van 1977 tot 1978 voor het kiesarrondissement Antwerpen in de Belgische Senaat. In de periode december 1971-december 1978 had hij als gevolg van het toen bestaande dubbelmandaat ook zitting in de Cultuurraad voor de Nederlandse Cultuurgemeenschap, die op 7 december 1971 werd geïnstalleerd en de verre voorloper is van het Vlaams Parlement.
Het Egmontpact deed hem breken met de Volksunie en aansluiten bij het Vlaams Blok. Hij was toen echter politiek nog weinig actief.